# 國立臺東專科學校
國立臺東專科學校（英語：National Taitung Junior College），簡稱東專或臺東工專，舊稱東農或臺東農工，是一所位於臺灣臺東縣臺東市的專科學校，並有附設高職部。

## 校史
- 1928年創立「臺東廳立農業補習學校」。
- 1936年改制為「臺東廳立農林國民學校」。
- 1937年改制為「臺東廳立農業專修學校」。
- 1941年改制為「臺東廳立農林國民學校」。
- 1946年2月15日中華民國政府接收，改制為「臺東縣立農業補習學校」。
- 1946年10月改制為「臺東縣立初級農業職業學校」。
- 1948年改隸為「臺灣省立臺東農業職業學校」。
- 1967年改名為「臺灣省立臺東農工職業學校」。
- 1970年實施九年國教，裁撤初級部，改制為「臺灣省立臺東高級農工職業學校」。
- 2000年因應精省，改隸為「國立臺東高級農工職業學校」。
- 2006年改制為「國立臺東專科學校」，並附設高職部。
- 2010年增設文化創意設計產業經營科。
- 2012年文化創意設計產業經營科改名文化創意設計科。
- 2019年文化創意設計科改名創意商品設計科。
- 2020年創意商品設計科停招五專部，增設二專部招生。
- 2021年高職部建築科改名土木科。

## 歷任校長

### 日治時期
| 任別 | 姓名     | 任期   | 備註                       |
| ---- | -------- | ------ | -------------------------- |
|      | 迫田修   | 1917年 | 設立臺東廳立農業補校       |
|      | 中野安市 | 1925年 | 更名為臺東廳立農林國民學校 |
|      | 赤松二三 | 1926年 | 更名為臺東廳立農業專修學校 |
|      | 黑潟美彥 | 1930年 | 更名為臺東廳立農林國民學校 |

### 中華民國時期
省立時期
| 任別 | 姓名   | 任期                  | 備註                       |
| ---- | ------ | --------------------- | -------------------------- |
| 1    | 鄭開宗 | 1946年12月至1947年8月 | 更名為臺東縣立初級農校     |
| 2    | 陳耕元 | 1947年8月至1958年12月 | 更名為臺灣省立臺東農校     |
| 3    | 袁月江 | 1958年12月至1965年2月 | 更名為臺灣省立農校         |
| 4    | 袁立錕 | 1964年2月至1970年3月  | 更名為省立臺東農工職校     |
| 5    | 彭興臬 | 1970年3月至1970年8月  |                            |
| 6    | 賈守勗 | 1970年8月至1975年7月  | 更名為省立臺東高級農工職校 |
| 7    | 管叔彬 | 1975年7月至1981年8月  |                            |
| 8    | 傅清順 | 1981年8月至1994年8月  |                            |

改制為國立臺東高級農工職業學校
| 任別 | 姓名   | 任期                 | 備註                           |
| ---- | ------ | -------------------- | ------------------------------ |
| 1    | 薛東正 | 1994年8月至2002年8月 | 更名為國立臺東高級農工職業學校 |
| 代理 | 許明欽 | 2002年8月至2003年8月 |                                |
| 代理 | 陸集珊 | 2003年8月至2004年8月 | 學務主任代理                   |
| 2    | 潘玉樹 | 2004年8月至2006年8月 |                                |
| 代理 | 楊茂壽 | 2006年               | 擔任專科籌備處主任，兼代校長   |

改名為國立臺東專科學校
| 任別 | 姓名   | 任期           | 備註 |
| ---- | ------ | -------------- | ---- |
| 1    | 詹卓穎 | 2006年至2009年 |      |
| 2    | 姚國山 | 2009年至2013年 |      |
| 3    | 陳禎祥 | 2013年至2017年 |      |
| 4    | 王俊勝 | 2017年1月至今  |      |

## 專科部
| 二年制專科部 | 建築科（页面存档备份，存于）         | 園藝暨景觀科（页面存档备份，存于）     |
| 二年制專科部 | 食品科技科（页面存档备份，存于）     | 餐旅管理科（页面存档备份，存于）       |
| 二年制專科部 | 動力機械科（页面存档备份，存于）     | 電機工程科（页面存档备份，存于）       |
| 二年制專科部 | 資訊管理科（页面存档备份，存于）     | 行銷與流通管理科（页面存档备份，存于） |
| 二年制專科部 | 創意商品設計科（页面存档备份，存于） |                                        |
| 五年制專科部 | 園藝暨景觀科（页面存档备份，存于）   | 食品科技科（页面存档备份，存于）       |
| 五年制專科部 | 餐旅管理科（页面存档备份，存于）     |                                        |

## 附設高職部
| 高職部 | 土木科（页面存档备份，存于）     | 室內空間設計科（页面存档备份，存于） |
| 高職部 | 農業機械科（页面存档备份，存于） | 汽車科（页面存档备份，存于）         |
| 高職部 | 機械科（页面存档备份，存于）     | 電機科（页面存档备份，存于）         |
| 高職部 | 資訊科（页面存档备份，存于）     | 畜產保健科（页面存档备份，存于）     |
| 高職部 | 家政科（页面存档备份，存于）     | 綜合職能科（页面存档备份，存于）     |

## 歷年日間部師生比及新生註冊率
- 110學年度日間部學生人數839，專任老師人數64，日間部師生比13.11（學生數/老師數）。[2]

- 112學年度新生註冊率51.30%。
- 113學年度新生註冊率36.54%。

## 参見
- 臺灣大專院校退場
- 發展典範科技大學計畫
- 獎勵大學教學卓越計畫

## 外部連結
- 官方网站 （页面存档备份，存于）